# Szybki tramwaj

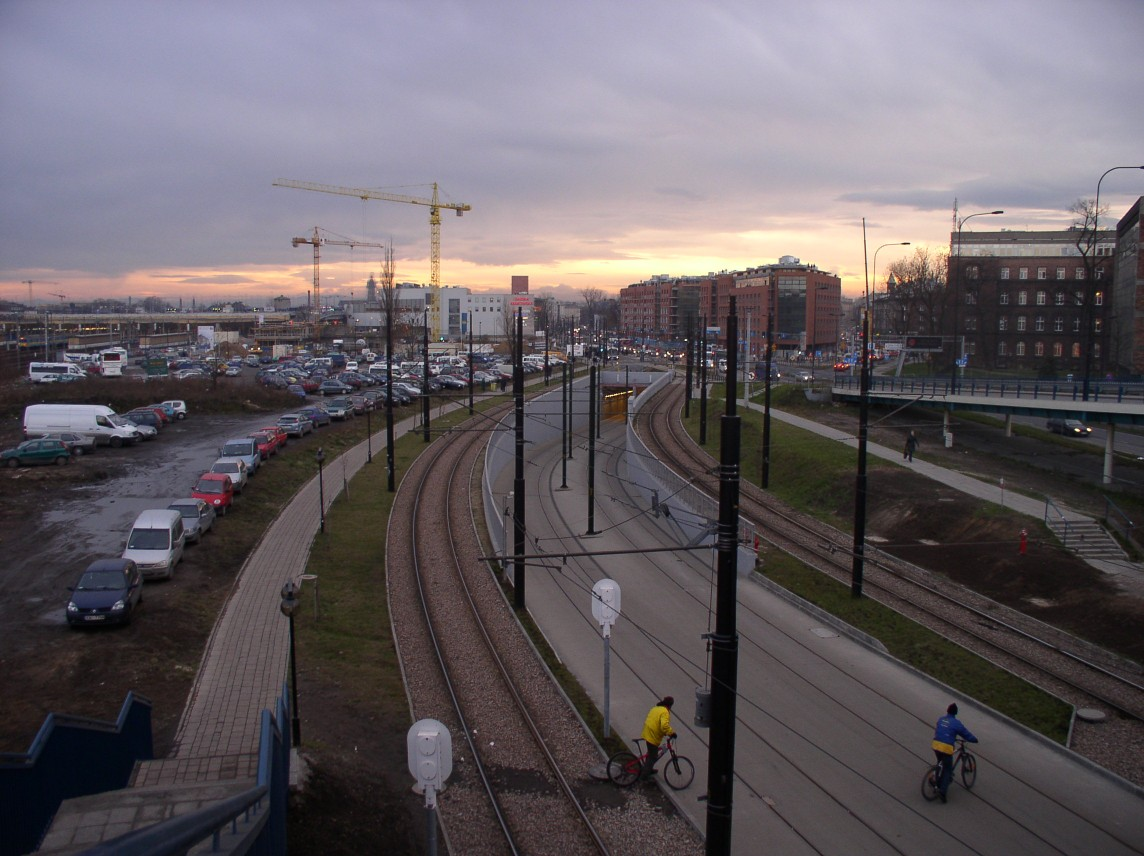
Wlot Tunelu Krakowskiego Szybkiego Tramwaju

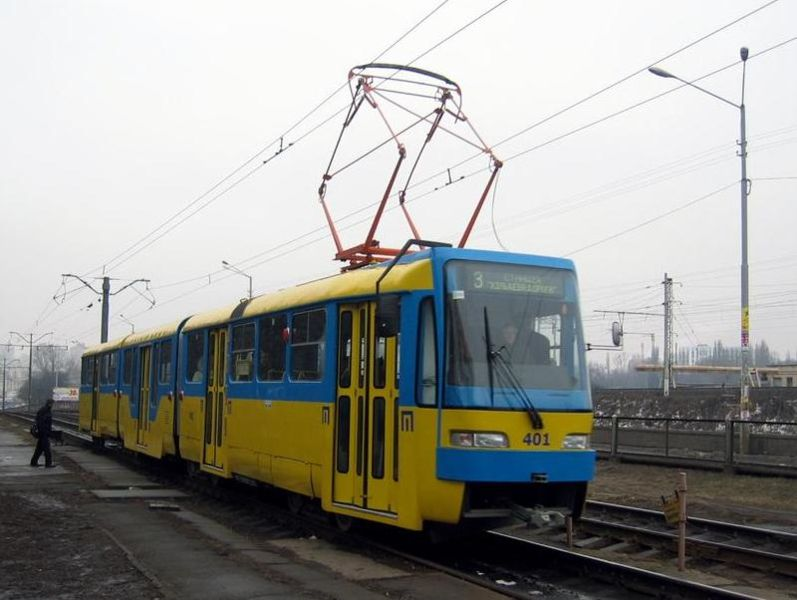
Szybki tramwaj w Kijowie

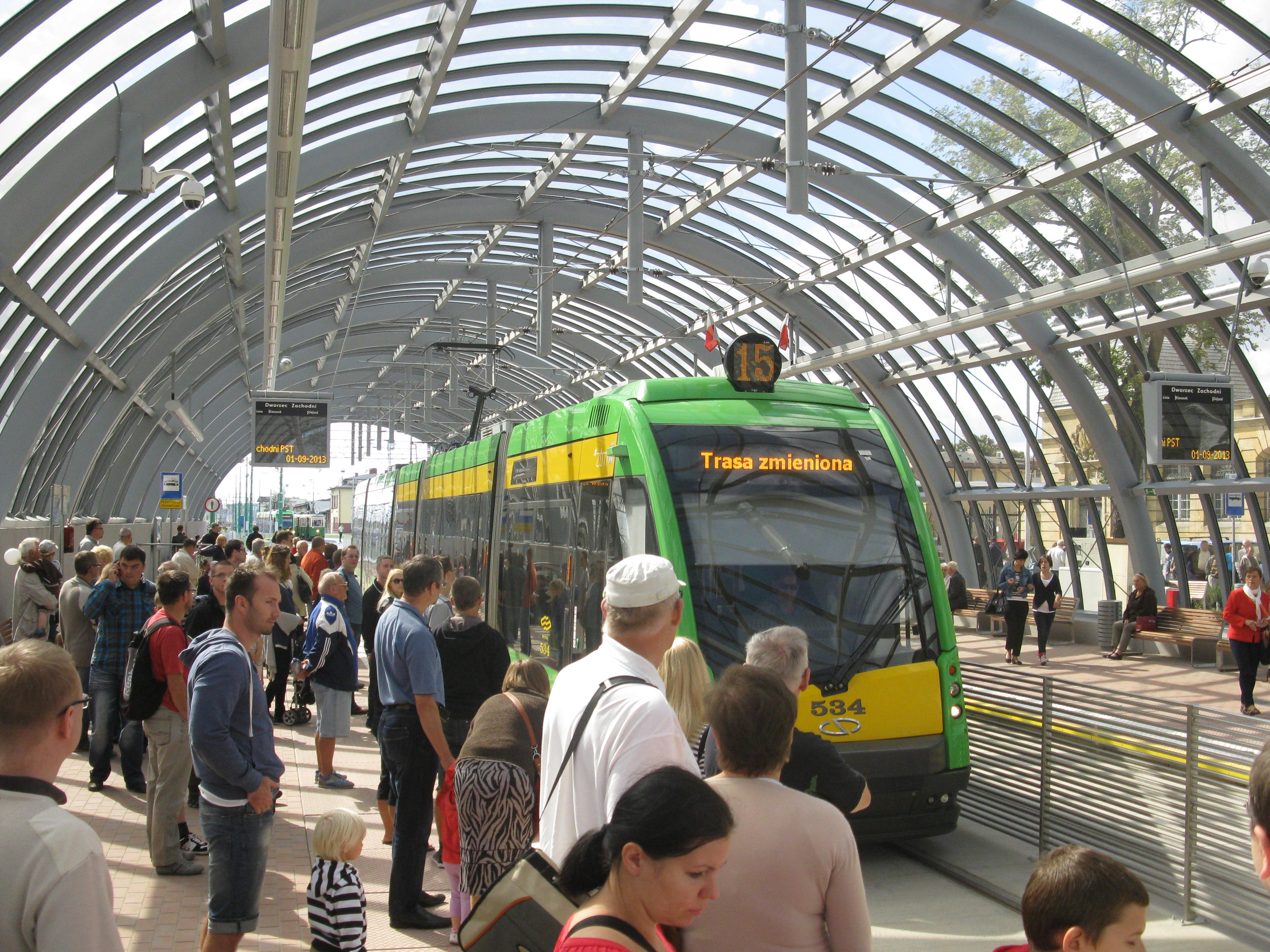
Szybki tramwaj w Poznaniu

Szybki tramwaj – rodzaj systemu transportu miejskiego łączącego w sobie cechy tramwaju i metra, a czasem określenie pojazdu szynowego kursującego w takim systemie. Linia szybkiego tramwaju jest w znacznym stopniu niezależna od pozostałej komunikacji (torowiska wydzielone, wiadukty, nasypy, podziemne i napowietrzne przejścia piesze), ewentualnie dopuszcza się skrzyżowania jednopoziomowe z układem sygnalizacji świetlnej dającym bezwzględne pierwszeństwo pojazdowi szynowemu. Szybki tramwaj z odcinkami tunelowymi zbudowanymi dla przyszłego włączenia w sieć metra określa się jako premetro. Średnia prędkość komunikacyjna szybkiego tramwaju wynosi około 27 km/h, a nie mniej niż 24 km/h. Przyjmuje się także większe odległości międzyprzystankowe niż dla klasycznego tramwaju, tj. średnio co ok. 600 (od 500 do 800) metrów (w porównaniu do tramwajowego standardu co 400 – 500 metrów).
W Polsce szybki tramwaj istnieje:
- jako zupełnie bezkolizyjny odcinek połączony z tradycyjną siecią tramwaju:
  - w Poznaniu (Poznański Szybki Tramwaj);
  - w Szczecinie (Szczeciński Szybki Tramwaj);
- jako trasa o bezwzględnym priorytecie dla tramwajów z zastosowaniem fragmentów bezkolizyjnych na wybranych odcinkach:
  - w Krakowie (Krakowski Szybki Tramwaj).

Stosunkowo wysoką prędkość komunikacyjną (od 24 do 26 km/h w zależności od kierunku i pory dnia) zapewnia także trasa Bemowo – Młociny w Warszawie, wyposażona w bezwzględny priorytet dla tramwajów w 4 punktach kolizji i warunkowy w piątym (stanowiącym węzeł rozjazdowy). Trasa ta posiada jednak przystanki zlokalizowane w rozstawie typowym dla tradycyjnego tramwaju. Podobne ograniczenia, przy wyższej prędkości komunikacyjnej, posiada odcinek tramwaju do dzielnicy Fordon w Bydgoszczy. 
W fazie projektowania znajdują się także następujące systemy lub trasy o cechach szybkiego tramwaju:
- trasa tramwajowa od Trasy Mostu Północnego do Winnicy w dzielnicy Białołęka w Warszawie. Linia ta stanowić będzie rozwinięcie idei wdrożonej na trasie Bemowo – Młociny, tj. tramwaju poprowadzonego po powierzchni terenu z wysokim poziomem priorytetów na skrzyżowaniach. Odległości międzyprzystankowe będą jednak większe niż typowe dla tramwajów w Warszawie, co jest możliwe dzięki odpowiedniemu układowi urbanistycznemu osiedla Tarchomin (większe odległości między ważniejszymi skrzyżowaniami wzdłuż ulicy Światowida), uwzględniającemu rezerwę dla budowy metra.

## Szybki tramwaj w Polsce
- Krakowski Szybki Tramwaj
- Poznański Szybki Tramwaj
- Szczeciński Szybki Tramwaj

## Sieci tramwajowe o elementach szybkiego tramwaju w Polsce
- Tramwaje we Wrocławiu
- Tramwaje w Warszawie
- Łódzki Tramwaj Regionalny
- Trasa W-Z w Łodzi
- Trasa W-Z w Gdańsku